# Alcoy (Cebu)
Alcoy (Bayan ng Alcoy) är en kommun i Filippinerna. Kommunen tillhör provinsen Cebu och ligger på ön med samma namn. Folkmängden uppgår till 13 497 invånare.
Alcoy indelas i 8 barangayer.